# Amblyraja georgiana
Amblyraja georgiana е вид хрущялна риба от семейство Морски лисици (Rajidae).

## Разпространение и местообитание
Видът е разпространен в Антарктида.
Обитава океани и морета. Среща се на дълбочина от 20 до 1156 m, при температура на водата от 0,6 до 5,7 °C и соленост 34,3 – 34,8 ‰.

## Описание
На дължина достигат до 1 m.